# Велна
Велна (пол. Wełna) — река в западной Польше. Приток Варты. Длина реки 118 км. Самым крупным населённым пунктом на реке является город Вонгровец в Великопольском воеводстве. Велна со своим правым притоком Нельбой образует единственное в мире пересечение рек строго под прямым углом, причём воды рек не смешиваются. Явление объясняется различием температур воды в этих реках, разными скоростями и уровнями течений.